# Tadija Dragićević
Tadija Dragićević (Srp. ćirilica: Тадија Драгићевић; Čačak, 28. siječnja 1986.) je srbijanski profesionalni košarkaš. Igra na poziciji krilnog centra, a trenutačno je član KK Crvene zvezde

## NBA draft
Na NBA draftu 2008. izabran je u 2. krugu (53. ukupno) od strane Utah Jazza. 

## Vanjske poveznice
- Profil na NLB.com
- Profil  Arhivirana inačica izvorne stranice od 30. lipnja 2008. (Wayback Machine) na ESPN draft